# Chalet Barnuevo
El chalet Barnuevo es una casa modernista del siglo XX en Santiago de la Ribera, pedanía del municipio murciano de San Javier (España). Fue una de las primeras viviendas de la población costera y desembocó en el desarrollo urbano de los alrededores. Desde el 8 de junio de 1992 es un Bien de interés cultural, bajo registro RI-51-0006987.

## Historia
La finca Torre Mínguez se considera el origen de Santiago de la Ribera, mandada a construir por Antonio Lisón, que posteriormente llegó a mano de sus herederos. Una de ellas fue Teresa Sandoval que se casó con José María Barnuevo. La pareja visitaba con asiduidad la finca, y desde allí planificaron erigir un hotel en una parcela frente al mar Menor dado su buen emplazamiento, clima y proximidad a las vías de tránsito de la provincia. Estas características, junto a las facilidades que daba la familia Barnuevo-Sandoval, propiciaron la llegada de familias murcianas de clase alta para construir su residencia vacacional.
Ya a comienzos del siglo XX los Barnuevo-Sandoval edificaron el chalet Barnuevo, y junto a sus jardines también construyeron la ermita de Santiago Apóstol, lo que inició la expansión urbanística de Santiago de la Ribera. Durante gran parte del siglo la familia regentó el hotel, que a su vez servía como residencia estival.

### SigloXXI
El edificio mostraba un estado deficiente ya a principios del siglo XXI. Contaba con deterioro en el plano estructural, tanto en los cimientos como en las paredes y el techado. También preocupó el estado del mirador artesonado de madera, característica distintiva de la casa, además de la falta de mantenimiento en general. Ante esta tesitura el ayuntamiento de San Javier buscó la adquisición del inmueble en 2022 por un valor de 906 000 euros. De esta forma, se proyectó la rehabilitación de la infraestructura y su uso con fines culturales y turísticos. Esta operación quedó cancelada en mayo de 2023, debido a que el municipal no pudo notificar la intención de compra a todos los herederos. En 2022 la residencia acogió la segunda edición de la Muestra de Diseño de Interior de la Región de Murcia.

## Arquitectura

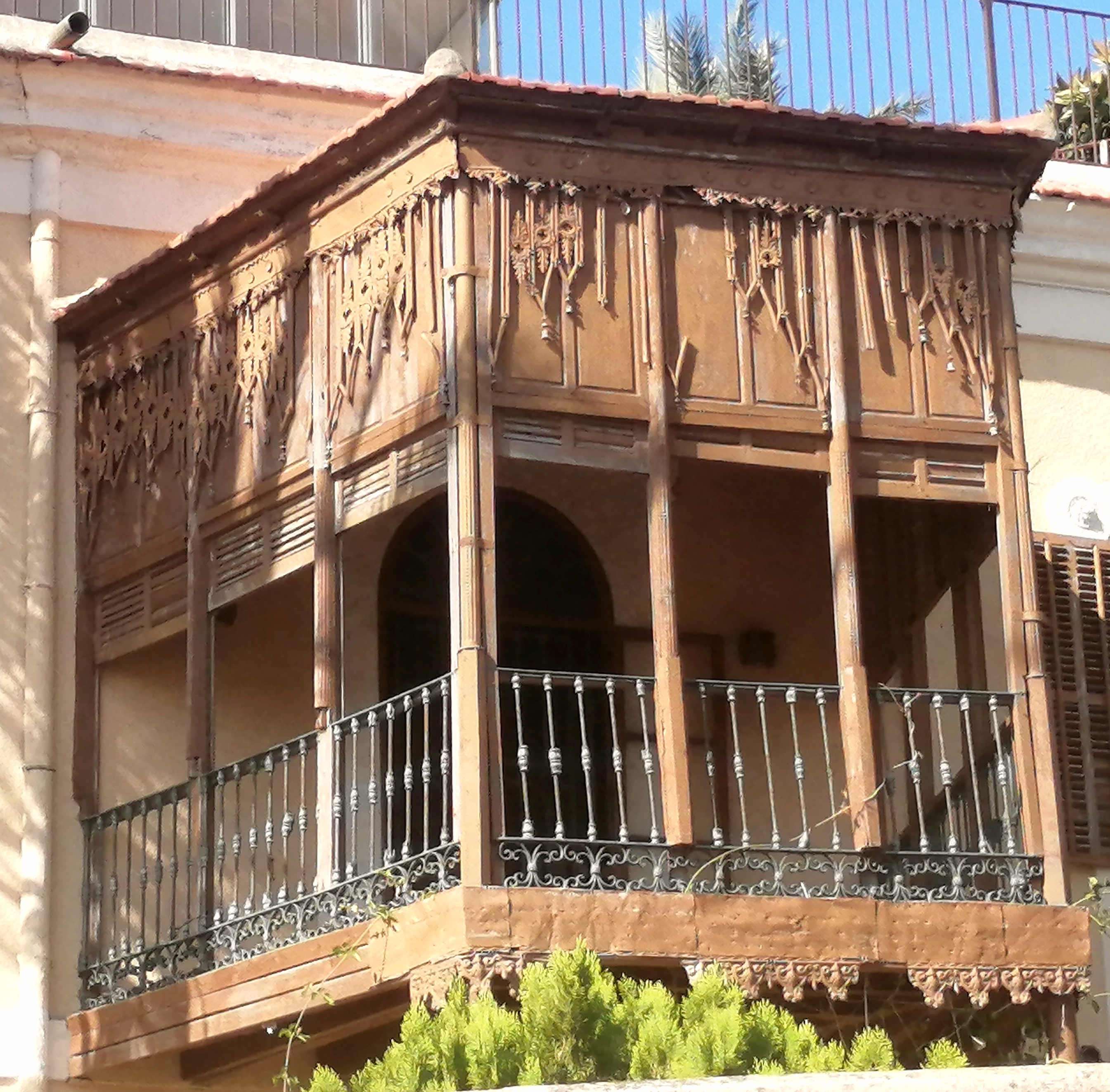
Detalle del artesonado

La casa es de planta pentagonal, y contaba con estancias con los servicios auxiliares en cada una de las caras. Así, se proyectó que hacia el mar hubiera un gallinero y un pajar, en los flancos una caballería y el dormitorio del servicio, y detrás las cocheras. El interior está marcado por una escalera de acceso tras la entrada, habitaciones familiares y otras con el nombre de «cuarto del piano» y «cuarto de labor». Una cancela y una fuente redonda forman la entrada a la parcela, rodeada de un área ajardinada. El mirador de madera artesonado preside el exterior del edificio.